# Vieux cimetière d'Uppsala
Le vieux cimetière d'Uppsala est un cimetière appartenant à la paroisse de la cathédrale d'Uppsala. Le cimetière est situé entre Kyrkogårdsgatan, S:t Johannesgatan, Karlsrogatan, Krongatan, Thunbergsvägen et Engelska parken dans le district de Fjärdingen à Uppsala.

## Historique
Le cimetière a été introduit à la fin du XVIIIe siècle, principalement en réponse aux souhaits exprimés par les fonctionnaires contre l'inhumation dans les églises et dans les cimetières bondés des villes. En 1785, le médecin J.L. Odhelius avait prononcé un discours devant l'Académie royale des sciences dans lequel il soulignait l'importance de légiférer contre l'inhumation dans les églises pour des raisons médicales. Ce discours fit grande impression sur Gustave III qui, l'année suivante, prononça un discours passionné à ce sujet devant le Riksdag. Ce n'est toutefois qu'en 1815 qu'une lettre royale interdit totalement les enterrements dans les églises.
Depuis le milieu du XVIIe siècle, il existait un petit cimetière dans la même zone que le nouveau cimetière. Elis Schröderheim, gouverneur du comté d'Uppsala en 1792-1794, a soumis une proposition qui a été confirmée par une résolution royale le 5 juillet 1793. Au cours des XIXe et XXe siècles, le cimetière a été agrandi par étapes jusqu'à ce que, avec l'achat de la zone la plus proche de Triangeln en 1959, il ait atteint la taille qu'il a aujourd'hui.

## Les curiosités du cimetière
Le vieux cimetière d'Uppsala, avec ses nombreux arbres, isolés ou en allées, est une destination courante pour les habitants d'Uppsala qui se promènent. De nombreuses tombes, en particulier dans la partie orientale et la plus ancienne, présentent diverses formes de décoration artistique, comme le bronze armé de l'artiste Malin Uddling sur la tombe de la rectrice Anita Nathorst, ou le Wanderer sur la tombe familiale du chercheur d'araignées Åke Holm.